# Rio Vet
Rio Vet é um rio da África do Sul.